# Tadeusz Skarga-Gaertig
Tadeusz Skarga-Gaertig vel Tadeusz Gaertig ps. „Skarga” (ur. 5 października 1888 w Zakrzewie, zm. 20 grudnia 1935 w Ostrogu) – major kawalerii Wojska Polskiego, działacz niepodległościowy, kawaler Orderu Virtuti Militari, agronom.

## Życiorys
Urodził się 5 października 1888 w Zakrzewie, w rodzinie Szczepana i Marii z Jarczyńskich.
Ukończył sześć klas w Gimnazjum św. Marii Magdaleny w Poznaniu, po czym podjął naukę w Wyższej Szkole Agrarnej w Szamotułach. W latach 1910–1911 odbył obowiązkową służbę wojskową w armii niemieckiej, w charakterze jednorocznego ochotnika. Zmobilizowany po wybuchu I wojny światowej, zdezerterował 12 września 1914 i wstąpił do 1. szwadronu kawalerii Władysława Prażmowskiego ps. „Belina”. 9 października 1914 został mianowany porucznikiem kawalerii. 2 lipca 1915 c. i k. Komenda Legionów Polskich wystąpiła do Naczelnej Komendy Armii o zatwierdzenie go z dniem 15 czerwca 1915 komendantem plutonu w XI randze. 23 lipca 1915 został awansowany na porucznika kawalerii. 13 marca 1915 przebywał na leczeniu w Szpitalu Garnizonowym nr 1 w Wiedniu. Od 15 listopada 1915 do 6 kwietnia 1916 pełnił funkcję adiutanta I dywizjonu i 1 pułku ułanów, a następnie (do 16 stycznia 1917) był komendantem 3., a później 4. szwadronu. Od 17 stycznia do 12 maja 1917 służył w Krajowym Inspektoracie Zaciągu do WP, Inspektorat Werbunkowy w Kaliszu. W maju 1917 został przeniesiony do 2 pułku ułanów, w którym również dowodził szwadronem. Po bitwie pod Rarańczą (15–16 lutego 1918) został internowany na Węgrzech (18 lutego – 2 sierpnia 1918). W sierpniu 1918 zgłosił się do Polskiej Siły Zbrojnej. 28 sierpnia 1918 został dowódcą 1. kompanii w 1 pułku piechoty Polskiej Siły Zbrojnej. 12 października 1918 został awansowany na kapitana piechoty.
W czasie wojny z bolszewikami walczył w szeregach 28 pułku piechoty. 14 października 1920 jako oficer 2 pułku ułanów został zatwierdzony z dniem 1 kwietnia 1920 w stopniu majora, w kawalerii, w grupie oficerów byłych Legionów Polskich. 1 czerwca 1921 pełnił służbę w Dowództwie Obozu Warownego Toruń, a jego oddziałem macierzystym był 18 pułk ułanów. W lutym 1922 został zdemobilizowany jako oficer rezerwy. 8 stycznia 1924 został zatwierdzony w stopniu majora ze starszeństwem z 1 czerwca 1919 i 37. lokatą w korpusie oficerów rezerwy jazdy (od 1924 – kawalerii). Posiadał wówczas przydział w rezerwie do 18 puł. w Toruniu.
11 sierpnia 1927 został powołany do służby czynnej, a w październiku tego roku przeniesiony w rezerwie z 18 puł. do 8 pułku strzelców konnych. Z dniem 15 października 1928 został przydzielony na siedmioipółmiesięczny kurs doskonalący młodszych oficerów kawalerii w Centrum Wyszkolenia Kawalerii w Grudziądzu. Z dniem 30 czerwca 1929 został zwolniony z czynnej służby. W 1934, jako oficer rezerwy pozostawał w ewidencji Powiatowej Komendy Uzupełnień Równe. Posiadał przydział do Oficerskiej Kadry Okręgowej Nr II. Był wówczas w grupie oficerów „powyżej 40 roku życia”. Przez cztery lata pracował w Polskim Monopolu Tytoniowym jako instruktor uprawy tytoniu w Urzędzie Wykupu Tytoniu w Krzemieńcu. Z dniem 1 czerwca 1934 został zwolniony z pracy. Mieszkał w Ostrogu nad Horyniem przy ul. Tatarskiej 65. Tam zmarł 20 grudnia 1935.
Był żonaty z Zofią ze Skabowskich, z którą miał troje dzieci: Jerzego (ur. 24 września 1917), Marię (ur. 22 sierpnia 1919) i Zygmunta (ur. 5 marca 1924). Był szwagrem Mieczysława Skabowskiego, ps. „Zadora” (1889–1921), podporucznika Wojska Polskiego, odznaczonego Orderem Virtuti Militari i Krzyżem Niepodległości z Mieczami, i Tadeusza Skabowskiego (1880–1920), kapitana lekarza Wojska Polskiego, rentgenologa w Szpitalu Czerwonego Krzyża w Warszawie. Żoną Mieczysława Skabowskiego była Anna z Filipiaków, ps. „Aza” (ur. 1897), członkini POW, podznaczona Medalem Niepodległości.
Zofia Skarga-Gaertig, po śmierci męża, przeniosła się z dziećmi do Białobrzegów, gdzie pozostawała w trudnej sytuacji materialnej, utrzymując siebie i dzieci z renty wdowiej, w kwocie 165 zł.
Tadeusz Skarga-Gaertig został przedstawiony na karcie pocztowej Cp 88 „Rtm. Belina-Prażmowski z oficerami przed kwaterą w Zagaju – kwiecień 1915” oraz rysunku autorstwa Zygmunta Rozwadowskiego, przedstawionym na wystawie dzieł sztuki „Legiony Polskie” w marcu i kwietniu 1916 w Krakowie.

## Ordery i odznaczenia
- Krzyż Srebrny Orderu Wojskowego Virtuti Militari nr 5409 – 17 maja 1922[36][37][38]
- Krzyż Niepodległości – pośmiertnie 16 marca 1937 „za pracę w dziele odzyskania niepodległości”[39][5][40]
- Krzyż Walecznych[8]
- Medal Pamiątkowy za Wojnę 1918–1921[41]
- pruski Krzyż Żelazny 2. klasy – 12 maja 1917[42]